# Пархауци (Сучава)
Пархауци (рум. Părhăuți) насеље је у Румунији у округу Сучава у општини Тодирешти. Oпштина се налази на надморској висини од 303 m.

## Становништво
Према подацима из 2002. године у насељу је живело 1178 становника, од којих су сви румунске националности.